# Louis Salica
Louis "Lou" Salica, född 16 november 1912 i Brooklyn i New York, död 30 januari 2002 i Brooklyn, var en amerikansk boxare.
Salica blev olympisk bronsmedaljör i flugvikt vid sommarspelen 1932 i Los Angeles.